# Jean Cornelis
Jean Cornelis (Beersel, 2 de agosto de 1941-Anderlecht, 22 de marzo de 2016) fue un futbolista belga que jugaba en la demarcación de defensa.

## Selección nacional
Jugó un total de 19 partidos con la selección de fútbol de Bélgica. Hizo su debut el 2 de diciembre de 1962 en un partido amistoso contra España que finalizó con un resultado de empate a uno. Además disputó la clasificación para la Eurocopa 1964, la clasificación para la Copa Mundial de Fútbol de 1966 y la clasificación para la Eurocopa 1968. Su último partido lo jugó el 6 de marzo de 1968 en calidad de amistoso contra Alemania Occidental y acabó con un marcador de 1:3 a favor del combinado alemán.

### Goles internacionales
| # | Fecha                 | Estadio                                         | Oponente   | Gol | Resultado | Competición |
| - | --------------------- | ----------------------------------------------- | ---------- | --- | --------- | ----------- |
| 1 | 21 de octubre de 1964 | Estadio de Wembley (1923), Londres, Reino Unido | Inglaterra | 0:1 | 2:2       | Amistoso    |

## Clubes

### Como futbolista
| Club                 | País    | Año         | Partidos | Goles |
| -------------------- | ------- | ----------- | -------- | ----- |
| RSC Anderlecht       | Bélgica | 1958 - 1971 | 345      | 6     |
| KSK Beveren          | Bélgica | 1971 - 1972 |          |       |
| KVV Crossing Elewijt | Bélgica | 1972 - 1973 |          |       |

### Como entrenador
| Club            | País    | Año         |
| --------------- | ------- | ----------- |
| RAA Louviéroise | Bélgica | 1974 - 1975 |
| RAA Louviéroise | Bélgica | 1986 - 1987 |